# Hundsjötjärnen, Ångermanland
Hundsjötjärnen är en sjö i Örnsköldsviks kommun i Ångermanland och ingår i Husåns huvudavrinningsområde.